# Le Pas (Manitoba)
Pour les articles homonymes, voir Le Pas.
Le Pas (prononcé le pa, en anglais : The Pas) est une ville du Manitoba, au Canada située près de la frontière de la Saskatchewan.

## Toponymie
La plus vieille mention du nom « Le Pas » est celle de Joseph Derouen, qui fait mention, dans son journal, le 25 décembre 1760, d'un « fort du Pas » qui est situé sur la rivière Saskatchewan, à une quarantaine de lieues en amont du lac des Cèdres. Quant à l'origine du toponyme, il n'y a jamais eu de consensus sur le sujet. Pour les tenants de l'origine amérindienne, il proviendrait du cri Paskquay, qui signifierait selon James Bain « une prairie » ou « un désert ». Les formes amérindiennes pour désigner la ville varient presque à l'infini allant de opas ou opaw (« détroit ») pour les formes la plus courte jusqu'à opasquaow (« Passage étroit entre deux rives boisées ») pour la forme la plus longue. Certains auteurs, comme M. R. Munro, y voient une analogie sémantique avec le français. Ce dernier concluait qu'il avait à la fois une origine française (« pas » dans le sens de « passage ») et crie (opasquaow). Pour d'autres, comme le père A.-G. Morice, l'origine du nom serait uniquement française, soit dans le sens de passage. Pour le juge L.-A. Prudhomme, le nom aurait été donné par l'un des fils de Pierre Gaultier de Varennes et de La Vérendrye, qui voulait honorer leur mère, seigneuresse de l'île Dupas dans l'archipel du Lac Saint-Pierre. Finalement, Nicolas Jérémie parle dans la Relation du Détroit de la Baie d'Hudson d'une « rivière du Cerf » en parlant de la Saskatchewan. L'historien Arthur S. Morton fait remarquer que « cerf » se traduit en assiniboine par opah.

## Transports

### Voies ferroviaires
La gare du Pas est une gare de bifurcation desservie par Via Rail Canada. Elle est aussi l'origine de la ligne du Chemin de fer de la Baie d'Hudson.

### Infrastructures aériennes
L'aéroport du Pas a une piste en asphalte de 1 799 m (5 902 ft).

## Démographie
| 2001  | 2006  | 2011  | 2016  |
| ----- | ----- | ----- | ----- |
| 5 800 | 5 589 | 5 513 | 5 369 |

## Personnalités liées à cette ville
- Gerard Kennedy, homme politique.
- Bif Naked (née Beth Torbert), chanteuse, y a vécu.

## Culture et éducation

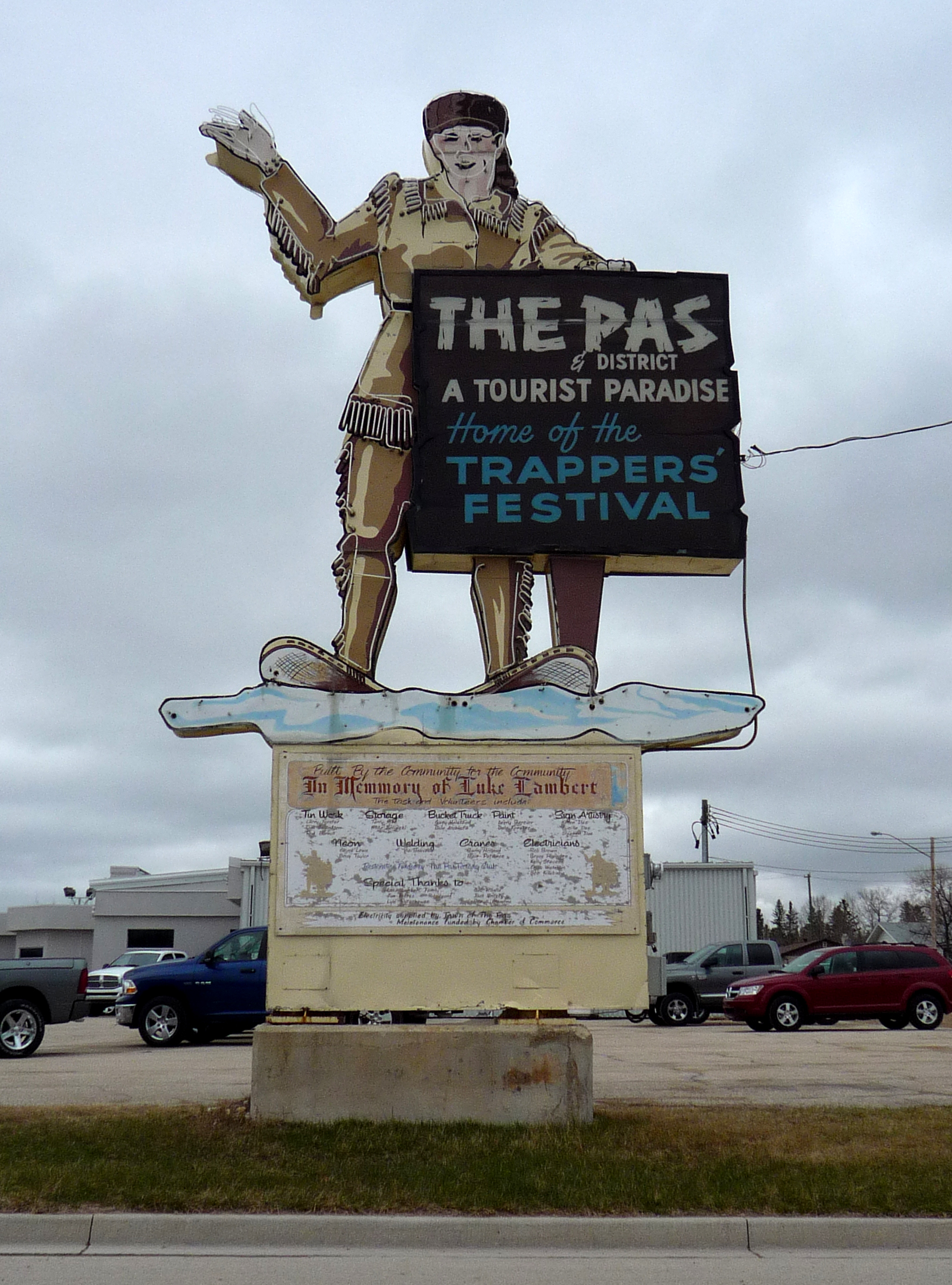

### Archevêché
- Archidiocèse de Keewatin-Le Pas
- Cathédrale du Pas

### Université
- University College of the North